# Ерік Хвойка
Ерік Хвойка (англ. Érik Chvojka; нар. 26 жовтня 1986) — колишній канадський тенісист.
Найвищу одиночну позицію світового рейтингу — 204 місце досяг 27 серпня 2012, парну — 266 місце — 26 серпня 2013 року.
Завершив кар'єру 2014 року.

## Фінали Туру ATP Челленджер і ITF Ф'ючерс

### Одиночний розряд: 13 (6–7)
| Легенда (одиночний розряд) |
| -------------------------- |
| Тур ATP Челленджер (0–1)   |
| Тур ITF Ф'ючерс (6–6)      |

| Фінали за покриттям |
| ------------------- |
| Тверде (6–4)        |
| Ґрунт (0–3)         |
| Трава (0–0)         |
| Килим (0–0)         |

| Результат | В-П | Дата     | Турнір                      | Рівень     | Покриття   | Суперник              | Рахунок            |
| --------- | --- | -------- | --------------------------- | ---------- | ---------- | --------------------- | ------------------ |
| Перемога  | 1–0 | Жов 2007 | Мексика F10, Сьюдад Обрегон | Ф'ючерс    | Тверде     | Ігнасіо Коль Рюдаветс | 1–6, 7–6(9–7), 6–4 |
| Перемога  | 2–0 | Бер 2008 | Канада F1, Гатіно           | Ф'ючерс    | Тверде (i) | Майкл Яні             | 6–4, 6–2           |
| Перемога  | 3–0 | Чер 2008 | Німеччина F6, Інгольштадт   | Ф'ючерс    | Тверде     | Жерон Массон          | 6–1, 5–7, 6–1      |
| Перемога  | 4–0 | Лис 2010 | Австралія F10, Калгурлі     | Ф'ючерс    | Тверде     | Брайден Клейн         | 3–6, 6–3, 7–6(7–4) |
| Поразка   | 4–1 | Кві 2011 | Австралія F3, Іпсвіч        | Ф'ючерс    | Ґрунт      | Джеймс Лемкі          | 2–6, 0–6           |
| Поразка   | 4–2 | Кві 2011 | Австралія F4, Бандаберг     | Ф'ючерс    | Ґрунт      | Джеймс Лемке          | 2–6, 4–6           |
| Поразка   | 4–3 | Тра 2011 | Швеція F1, Карлскруна       | Ф'ючерс    | Ґрунт      | Ервін Елесковіч       | 6–7(4–7), 1–6      |
| Поразка   | 4–4 | Лип 2011 | Канада F4, Саскатун         | Ф'ючерс    | Тверде     | Вашек Поспішил        | 5–7, 2–6           |
| Поразка   | 4–5 | Жов 2011 | Туреччина F27, Анталія      | Ф'ючерс    | Тверде     | Міхел Конечни         | 3–6, 4–6           |
| Перемога  | 5–5 | Жов 2011 | Туреччина F28, Адана        | Ф'ючерс    | Тверде     | Даніель Берта         | 6–3, 6–1           |
| Перемога  | 6–5 | Лют 2012 | Австралія F1, Тувумба       | Ф'ючерс    | Тверде     | Чжан Цзе              | 6–2, 1–6, 7–6(7–4) |
| Поразка   | 6–6 | Лип 2012 | Lexington Challenger, США   | Челленджер | Тверде     | Деніс Кудла           | 7–5, 5–7, 1–6      |
| Поразка   | 6–7 | Жов 2012 | Швеція F7, Єнчепінг         | Ф'ючерс    | Тверде (i) | Андреас Вінчігерра    | 4–6, 6–7(3–7)      |

### Парний розряд: 33 (16–17)
| Легенда (парний розряд)  |
| ------------------------ |
| Тур ATP Челленджер (1–1) |
| Тур ITF Ф'ючерс (15–16)  |

| Фінали за покриттям |
| ------------------- |
| Тверде (12–9)       |
| Ґрунт (3–8)         |
| Трава (1–0)         |
| Килим (0–0)         |

| Результат | В-П   | Дата     | Турнір                                     | Рівень     | Покриття   | Партнер            | Суперники                                | Рахунок                 |
| --------- | ----- | -------- | ------------------------------------------ | ---------- | ---------- | ------------------ | ---------------------------------------- | ----------------------- |
| Перемога  | 1-0   | Жов 2005 | США F25, Лагуна-Нігел                      | Ф'ючерс    | Тверде     | Філіп Ґубенко      | Лестер Кук Роб Стеклі                    | 7–6(7–4), 4–6, 6–1      |
| Перемога  | 2-0   | Бер 2006 | Канада F2, Рок-Форест                      | Ф'ючерс    | Тверде (i) | Філіп Ґубенко      | Ізак ван дер Мерве Джеремі Вуртцман      | 7–5, 6–4                |
| Перемога  | 3-0   | Бер 2006 | Канада F3, Монреаль                        | Ф'ючерс    | Тверде (i) | Філіп Ґубенко      | П'єрр-Людовік Дюкло Ізак ван дер Мерве   | 7–6(7–3), 4–6, 7–6(7–5) |
| Перемога  | 4-0   | Бер 2007 | Канада F3, Рок-Форест                      | Ф'ючерс    | Тверде (i) | Вашек Поспішил     | Крістоф Пальмансгофер Джейсон Зіммерманн | 7–5, 6–3                |
| Поразка   | 4-1   | Тра 2007 | Чехія F3, Яблонець-над-Нисою               | Ф'ючерс    | Ґрунт      | Бруно Родрігес     | Ян Машик Ярослав Поспішил                | 5–7, 5–7                |
| Поразка   | 4-2   | Чер 2007 | Німеччина F5, Інгольштадт                  | Ф'ючерс    | Ґрунт      | Філіп Земан        | Ярослав Поспішил Мартін Сланар           | 5–7, 4–6                |
| Поразка   | 4-3   | Чер 2007 | Німеччина F6, Марбург (місто)              | Ф'ючерс    | Ґрунт      | Філіпп Піямонґколь | Корнель Бардоцький Денеш Лукач           | 5–7, 7–5, 4–6           |
| Поразка   | 4-4   | Гру 2007 | Домініканська Республіка F2, Санто-Домінго | Ф'ючерс    | Тверде     | Філіп Земан        | Петру-Александру Лунчяну Даніель Люстіг  | 5–7, 4–6                |
| Перемога  | 5-4   | Січ 2008 | Португалія F1, Албуфейра                   | Ф'ючерс    | Тверде     | Денис Молчанов     | Вас ван дер Валк Бой Вестергоф           | 6–4, 5–7, [14–10]       |
| Поразка   | 5-5   | Тра 2008 | Чехія F1, Теплиці                          | Ф'ючерс    | Ґрунт      | Вашек Поспішил     | Філіп Земан Роман Єбави                  | 4–6, 7–6(8–6), [8–10]   |
| Перемога  | 6-5   | Тра 2008 | Чехія F3, Яблонець-над-Нисою               | Ф'ючерс    | Тверде     | Ярослав Поспішил   | Джеймс Ладлоу Колін О'Браєн              | 6–4, 6–3                |
| Перемога  | 7-5   | Чер 2008 | Німеччина F6, Інгольштадт                  | Ф'ючерс    | Ґрунт      | Александер Садецкі | Даміан Г'юм Жан Цітсман                  | 7–5, 6–4                |
| Поразка   | 7-6   | Лип 2008 | Lexington Challenger, США                  | Челленджер | Тверде     | Олів'є Шарруен     | Алессандро да Коль Андреас Стоппіні      | 2–6, 6–2, [8–10]        |
| Поразка   | 7-7   | Лют 2009 | Хорватія F2, Загреб                        | Ф'ючерс    | Тверде     | Милош Раонич       | Віктор Йоніце Денис Мацюкевич            | 4–6, 5–7                |
| Поразка   | 7-8   | Бер 2009 | Канада F1, Гатіно                          | Ф'ючерс    | Тверде     | Каден Генсел       | Фредерік де Файс Жермен Жігунон          | 7–5, 1–6, [4–10]        |
| Поразка   | 7-9   | Бер 2009 | Канада F3, Шербрук                         | Ф'ючерс    | Тверде     | Міхал Пазіцький    | Денієл Чу Аділ Шамасдін                  | 6–4, 6–7(5–7), [7–10]   |
| Поразка   | 7-10  | Чер 2009 | Німеччина F7, Трір                         | Ф'ючерс    | Ґрунт      | Патрік Тауберт     | Дастін Браун Кевін Деден                 | 6–4, 3–6, [6–10]        |
| Перемога  | 8-10  | Лип 2009 | Німеччина F9, Ремерберг                    | Ф'ючерс    | Ґрунт      | Роман Єбави        | Кевін Деден Мартін Еммріх                | 6–4, 3–6, [10–4]        |
| Поразка   | 8-11  | Жов 2010 | Австралія F8, Порт-Пірі                    | Ф'ючерс    | Тверде     | Мікал Стейтам      | Джаред Істон Джоел Лінднер               | 4–6, 2–6                |
| Перемога  | 9-11  | Лют 2011 | Австралія F1, Мілдьюра                     | Ф'ючерс    | Трава      | Садік Кадір        | Меттью Бартон Колін Ебелтіт              | 4–6, 6–4, [10–7]        |
| Поразка   | 9-12  | Кві 2011 | Австралія F4, Бандаберг                    | Ф'ючерс    | Ґрунт      | Хозе Стейтам       | Метт Рейд Майкл Вінус                    | 6–2, 2–6, [4–10]        |
| Поразка   | 9-13  | Чер 2011 | Польща F4, Битом                           | Ф'ючерс    | Ґрунт      | Роман Єбави        | Андрей Капась Блажей Конюш               | 5–7, 4–6                |
| Перемога  | 10-13 | Лип 2011 | Канада F4, Саскатун                        | Ф'ючерс    | Тверде     | Кріс Летчер        | Пітер Аартс Каміл Пайковскі              | 6–4, 6–2                |
| Поразка   | 10-14 | Жов 2011 | Туреччина F26, Анталія                     | Ф'ючерс    | Тверде     | Міхал Конечни      | Девід Райс Шон Торнлі                    | 6–7(9–11), 3–6          |
| Поразка   | 10-15 | Тра 2012 | Чехія F2, Мост                             | Ф'ючерс    | Ґрунт      | Марек Міхалічка    | Ярослав Поспішил Їржі Веселий            | 1–6, 4–6                |
| Перемога  | 11-15 | Лип 2012 | Канада F3, Келоуна                         | Ф'ючерс    | Тверде     | Ґреґ Уеллетт       | Філіп Бестер Каміл Пайковскі             | 6–7(8–10), 6–4, [10–8]  |
| Поразка   | 11-16 | Лип 2012 | Канада F4, Саскатун                        | Ф'ючерс    | Тверде     | Ґреґ Уеллетт       | Ніколас Мейстер Педру Зербіні            | 6–3, 4–6, [10–12]       |
| Перемога  | 12-16 | Кві 2013 | Греція F2, Іракліон                        | Ф'ючерс    | Тверде     | Матьє Родрігес     | Хосе Чека Кальво Адріан Сікора           | 6–1, 6–3                |
| Перемога  | 13-16 | Кві 2013 | Греція F3, Іракліон                        | Ф'ючерс    | Тверде     | Сальваторе Карузо  | Жульєн Каньїна Жермен Жігунон            | 6–4, 6–2                |
| Перемога  | 14-16 | Тра 2013 | Швеція F1, Карлскруна                      | Ф'ючерс    | Ґрунт      | Патрік Русенгольм  | Крістіан Лінделл Стефан Міленковіч       | 6–1, 6–1                |
| Перемога  | 15-16 | Лип 2013 | Гранбі, Канада                             | Челленджер | Тверде     | Пітер Поланскі     | Адам Ель Мідаві Анте Павич               | 6–4, 6–3                |
| Поразка   | 15-17 | Вер 2013 | Швеція F5, Стокгольм                       | Ф'ючерс    | Тверде     | Лукас Ренард       | Ісак Арвідссон Мікке Контінен            | 5–7, 2–6                |
| Перемога  | 16-17 | Жов 2013 | Швеція F7, Єнчепінг                        | Ф'ючерс    | Тверде (i) | Патрік Русенгольм  | Єспер Брунстрем Мілош Секулич            | 7–5, 6–1                |